# 永新镇 (重庆市)
永新镇，是中华人民共和国重庆市綦江区下辖的一个乡镇级行政单位。

## 行政区划
永新镇下辖以下地区：
永新社区、伏牛村、清溪村、华蓉村、垭口村、石塔村、木瓜村、沾滩村、云品村、上厂村、三溪村、双池村、三会村、谢坪村、双凤村、利群村、望场村、富家村、八景村、长田村、石坪村、罗汉村、生坪村、建胜村、罗家村、新建村、荆山村、三合村、建设村、双合村、保觉村、紫荆村和新胜村。